# Коефіцієнт світлопоглинання нафти
Коефіцієнт світлопоглинання нафти (рос. коэффициент светопоглощения нефти; англ. coefficient of oil light absorption; нім. Extinktionskoeffizient m des Erdöls) — використовуваний при застосуванні методу фотокалориметрії показник світлопоглинання нафти kсп, який розраховується за формулою: 
kсп =Д/(0,4343 с е)
і змінюється головним чином залежно від вмісту асфальтено-смолистих речовин, де: 
Д — оптична густина розчину; 
с — концентрація поглинальної речовини; 
е — товщина поглинального шару.